# 안젤로 마초니
안젤로 마초니(이탈리아어: Angelo Mazzoni, 1961년 4월 3일~)는 이탈리아의 펜싱 선수, 지도자로 주 종목은 에페이다. 올림픽에 6회 참가했으며 1984년 하계 올림픽에서 남자 에페 단체전 동메달을 획득했고 1996년 하계 올림픽과 2000년 하계 올림픽에서 남자 에페 단체전 금메달을 획득했다. 또한 세계 선수권 대회에서 금메달 3개, 은메달 2개, 동메달 4개를 획득했다.
현역 은퇴 후 이탈리아와 이스라엘에서 펜싱 감독으로 일했다.